# General Rodríguez

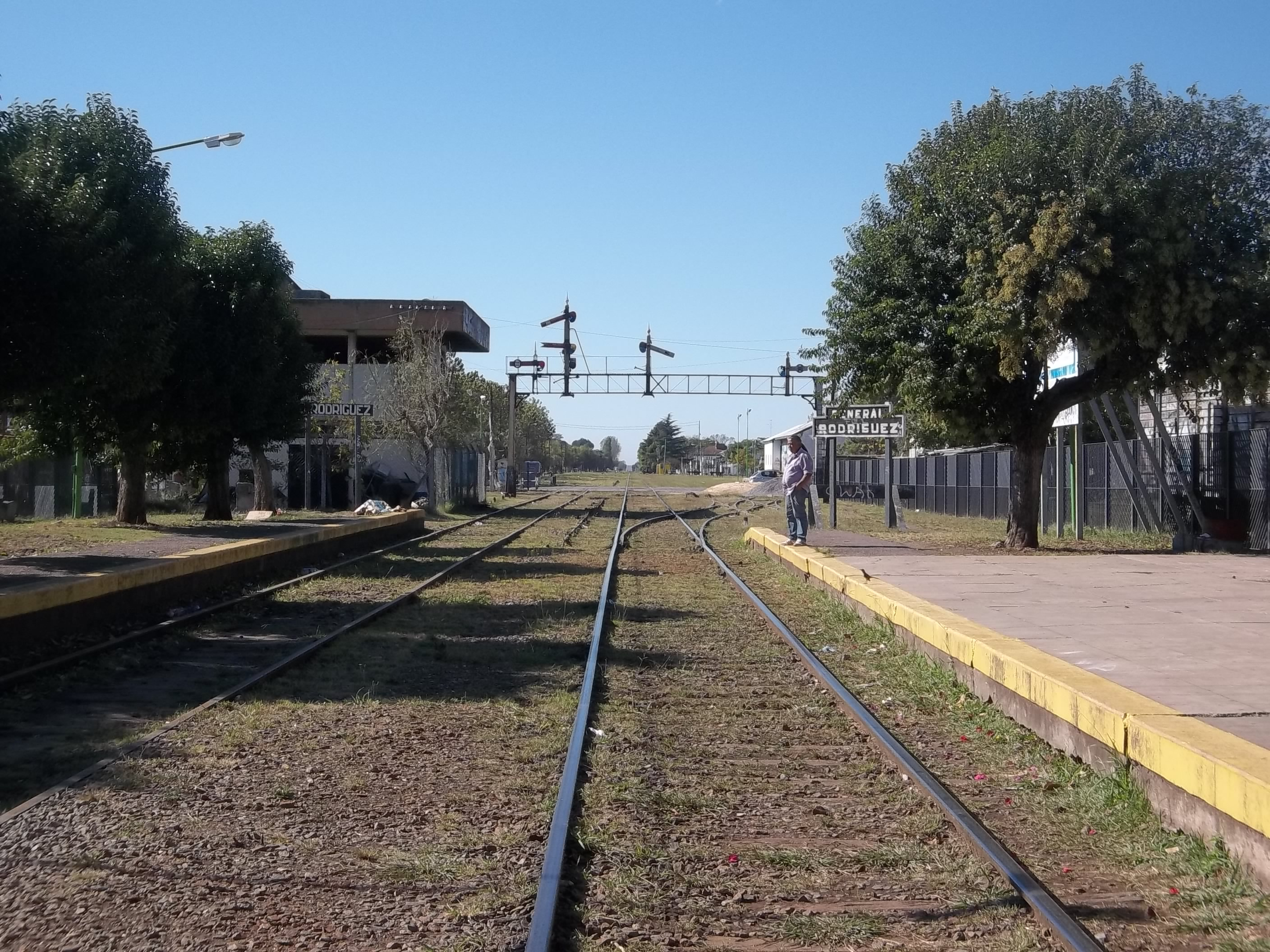
Vias del tren de General Rodriguez apuntando hacia el este.

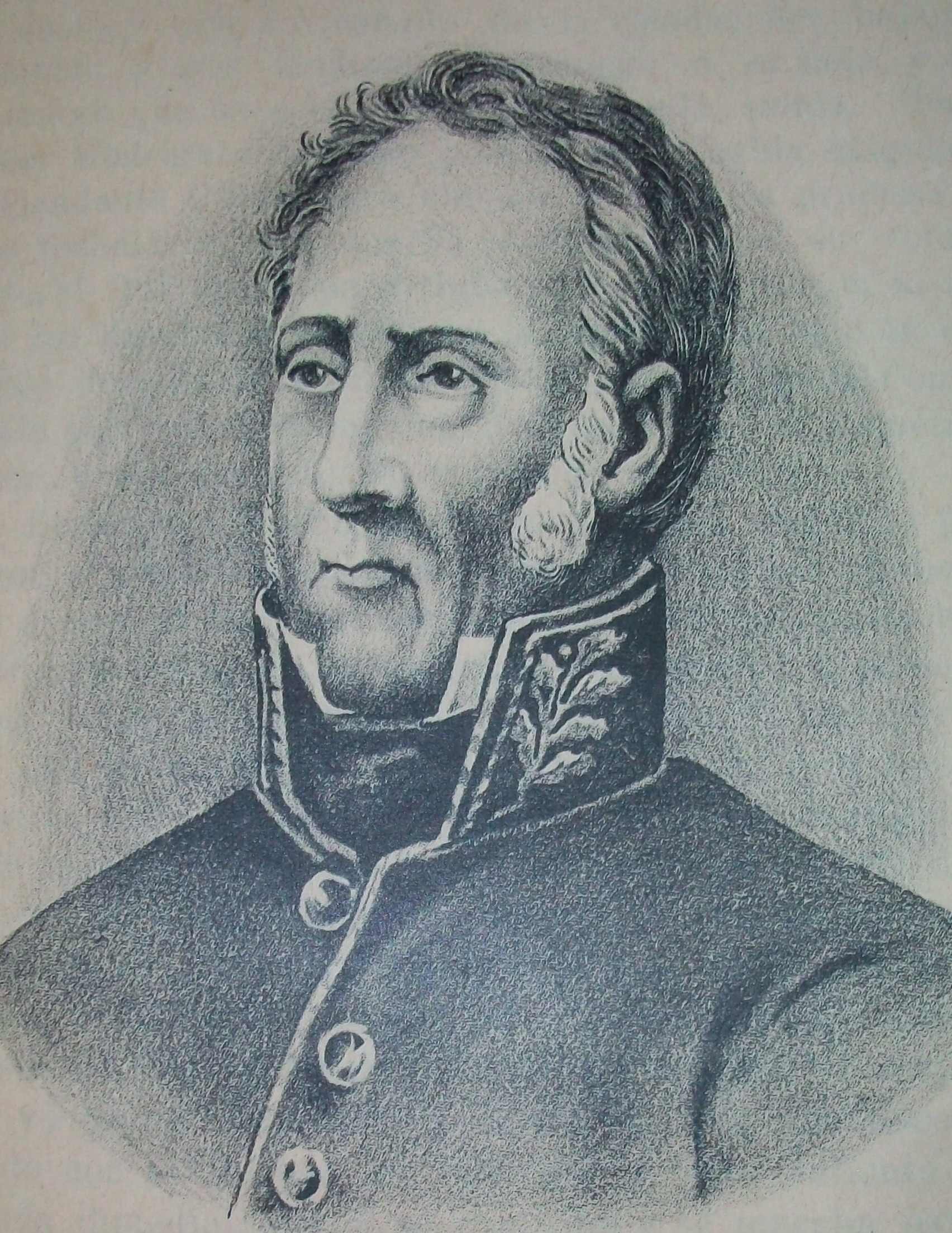
Martín Rodríguez.

General Rodríguez es una ciudad argentina, siendo la cabecera del partido homónimo situado en la provincia de Buenos Aires. Se localiza en la zona oeste del área metropolitana de Buenos Aires, a 32 kilómetros de su acceso más cercano a la Ciudad Autónoma de Buenos Aires.
Esta ciudad es conocida por la fábrica de lácteos La Serenísima, una empresa exportadora de productos y reconocida como la principal del mercado nacional. La fábrica es fuente de trabajo para la ciudad y las localidades aledañas, y es responsable de hacer de General Rodríguez un punto fuerte de la economía regional. Debido a esto, esta ciudad es muy próspera dentro de la zona oeste del AMBA.

## Toponimia
La ciudad lleva el nombre en honor al militar de la Guerra de la Independencia Argentina y gobernador de la provincia de Buenos Aires, general Martín Rodríguez.

## Historia
- En 1775 encontramos el primer antecedente de una población en el lugar por una posta de correos y diligencia instalada en lo que se conocía como Cañada de Escobar, administrada por Lorenzo Peralta, razón por la cual también se conocía al lugar como Posta de Peralta.
- La llegada del ferrocarril en 1864 significó el fin de la posta de correos pero el comienzo del pueblo con la apertura de la estación General Rodríguez a medio camino entre Moreno y Luján. Ese mismo año se fundó el pueblo sobre las bases de unas tierras donadas por Bernardo de Irigoyen, Manuela Gómez y Manuela Maison, la traza fue realizada por el arquitecto Otto Arnin.
- El ferrocarril significó un gran impulso y avance para el poblado, que pronto tendría su primera capilla (1871) y se independizaría del partido de Luján en 1878. Como dato curioso, Bernardo de Irigoyen poseía en el lugar una estancia de descanso, en la cual se plantaron los primeros eucaliptos del país.
- El 1 de enero de 1881 asumieron las primeras autoridades locales, siendo el Sr. Juan Garrahan nombrado como juez de paz y presidente de la corporación municipal.
- El primer intendente municipal de General Rodríguez fue Abraham Zalazar, quien ocupó el cargo entre 1891 y 1892. La creación del municipio se formalizó el 25 de octubre de 1878, pero la figura del intendente se implementó posteriormente.
- En 1929 se radica definitivamente el establecimiento industrial que contribuiría en buena parte al desarrollo de General Rodríguez y La Nación: la empresa láctea La Serenísima.

## Geografía

### Ubicación
El partido se encuentra en el noreste de la provincia de Buenos Aires, a 51 kilómetros al oeste de la Ciudad de Buenos Aires, lindando con los partidos de Pilar, Moreno, Marcos Paz, General Las Heras, Merlo y Luján. La geografía física del lugar corresponde a llanura pampeana bonaerense urbanizada con abundante Naturaleza.

### Población
- Según estimaciones para enero de 2019 la población era de 110.487 habitantes .[4]
- Población 1991 : 43,383 habitantes (Indec, 1991)
- Población 2001 : 61,931 habitantes (Indec, 2001)
- Población 2010 : 81,491 habitantes (Indec, 2010)
- Población 2022 : 143,491 habitantes (Indec, 2022)

## Agricultura y ganadería
- Trigo: superficie sembrada: 1000 ha Producción total: 3969 t
- Maíz: superficie sembrada: 400 ha Producción total: 2555 t
- Girasol: superficie sembrada: 110 ha Producción total: 196 t
- Soja: superficie sembrada: 1898 ha Producción total: 57965 t
- Ganado bovino: 24196 cabezas
- Producción avícola

## Deportes
- Situado en una de las mejores zonas de campo de la región, ostenta en su extensión los principales clubes de polo del país.

Uno de los clubes más importantes de General Rodríguez es La Ellerstina Polo Club, que al ganar de la Triple Corona en el 2010  lograr entrar a la historia del polo como uno de los 5 equipos que lograron obtener los tres títulos más importantes (Tortugas, Palermo, Hurlingham) por segunda vez. La última había sido en el año 1994.
Dentro de los clubes deportivos tradicionales cabe destacar la existencia del Club Deportivo y Mutual Leandro N. Alem, de larga trayectoria en el ascenso. En esta ciudad se encontraba también la sede del Club Atlético, Social y Deportivo Camioneros, que en 2014 terminó fijando su sede con la inauguración de su estadio en la ciudad de Nueve de Abril. Este último, se había formado gracias al accionar del Sindicato de Camioneros y mayoritariamente, por empleados de La Serenísima.
Además, el jugador Daniel "El Lobo" Cordone (exjugador de Vélez Sárfield, San Lorenzo y Newcastle, entre otros, y actual DT del Club Leandro N. Alem) es originario del partido de General Rodríguez.
En el ámbito del Powerlifting se encuentran como Campeón Nacional de Deadlift, Nicolás Javier Giglio del Gimnasio Vulcano en la categoría 82,5 kg logrando Récord Nacional de 250,5 kg.
Posee, sobre la Ruta Provincial N.º 6 el Aeródromo público "Ildefonso Durana", sede de la Asociación Argentina de aviación experimental, siendo el aeródromo público "No Controlado" de mayor actividad en todo el país y posiblemente de toda Sudamérica.

## Medios de transporte y vías de acceso
- Nacionales: Autopista del Oeste, RN 7.
- Provinciales: RP 6, RP 7, RP 24, RP 28.
- Ómnibus: línea local 500  Transporte "La Perlita"
- Ómnibus interurbano Luján - Palermo X Autopista Línea 57
- Ómnibus interurbano Mercedes - Palermo X Autopista línea 57
- Ómnibus interurbano Moreno - General Rodríguez Transporte "La Perlita" línea 422 Once línea 57
- Ómnibus interurbano Luján - Escobar línea 276
- Ómnibus Interurbano Carmen de Areco - Escobar línea 276
- Ómnibus interurbano Luján - Gral. Lemos línea 365
- Ómnibus interurbano Moreno - Luján línea 203 - por Acceso Oeste
- Ómnibus interurbano Moreno - General Rodríguez Transporte "La Perlita" línea 422
- Ómnibus interurbano Ituzaingó - General Rodríguez Transporte "La Perlita" línea 422
- Ferrocarril: Línea Sarmiento - Trenes Argentinos Operaciones - Ramal Moreno - Mercedes
- Ómnibus Larga Distancia Liniers - Paso de los Libres (provincia de Corrientes) empresa San José
- Ómnibus interurbano Country Banco Provincia - Moreno Transporte "La Perlita" línea 422
- Ómnibus interurbano Lujan - Las Heras línea 322
- Ómnibus interurbano Luján - Moreno X Ruta 7 línea 410
- Ómnibus interurbano Navarro - Luján - Once X Autopista línea 57
- Ómnibus interurbano Luján - Moreno X Autopista línea 57
- Ómnibus interurbano Luján - Cazador línea 276
- Ómnibus interurbano General Rodríguez - Cazador línea 276
- Ómnibus interurbano General Rodríguez - Pilar línea 276
- Ómnibus interurbano General Rodríguez - Escobar línea 276
- Ómnibus interurbano General Rodríguez - Carmen de Areco línea 276
- Ómnibus interurbano Luján - San Andrés de Giles línea 276
- Ómnibus interurbano General Rodríguez - Stefani línea 365
- Ómnibus interurbano General Rodríguez - José C. Paz línea 365
- Ómnibus interurbano Luján - Stefani línea 365
- Ómnibus interurbano Luján - José C. Paz línea 365
- Ómnibus interurbano General Rodríguez - Lemos línea 365
- Ómnibus interurbano Padua - Güemes línea 327
- Ómnibus interurbano Merlo - Güemes X Villa Escobar línea 327
- Ómnibus interurbano Mercedes - Moreno X Autopista línea 57
- Ómnibus interurbano Luján - Once X Autopista Línea 57

## Hermanamientos
La ciudad de General Rodríguez está hermanada con la ciudad de Yanqing (China), hecho que se llevó a cabo el 8 de junio del 2015. https://semanarioactualidad.com.ar/hermanamiento-entre-general-rodriguez-y-yanqing/
https://semanarioactualidad.com.ar/hermanamiento-entre-general-rodriguez-y-yanqing/